# Champs (groupe)
Pour les articles homonymes, voir Champs.
Champs est un groupe anglais de musique pop-folk, composé de Michael et David Champion.

## Histoire
Originaires de l'île de Wight, les deux frères Michael et David Champion fondent Champs après avoir fait leurs premières armes dans des groupes séparés.
Précédé de 3 singles, sort en mars 2014 un premier album, Down Like Gold, sur le label PIAS.

Un concert a lieu à Paris (La Flèche d'Or) le 19 mai 2014.
En 2015, toujours chez PIAS, sort leur second album, Vamala. Enregistré à Londres en 2 semaines avec le producteur de Placebo et de Marianne Faithfull, ce disque oscille entre une pop soignée et une folk épurée, cet aspect étant renforcé par la voix aiguë particulière de Michael.

Desire présente un clin d’œil malicieux à Smalltown Boy de Bronski Beat.

Les frères avouent être influencés par les arpèges de Simon & Garfunkel (par exemple sur Forever Be Upstanding at the Door) et par les harmonies des Beatles.

La tournée liée à l'album leur donne l'occasion de passer par Paris (La Boule Noire) le 4 mars 2015.
Tous les singles (voir la liste ci-dessous) sont accompagnés par un clip, celui de Vamala étant publié sur le site de OÜI FM.
Certains titres font l'objet de remixes que l'on peut trouver sur SoundCloud.
Après un single inédit en 2017 (The Garden is Overgrown), le duo sort son 3e album, The Hard Interchange, en 2019, en version numérique uniquement.

## Discographie

### Singles
- My Spirit Is Broken (juin 2013)
- Savannah (novembre 2013)
- St. Peter's (mars 2014)
- White Satellite (juin 2014)
- Desire (novembre 2014)
- Blood (janvier 2015)
- Vamala (avril 2015)
- The Garden is Overgrown (avril 2017)